# Záhorie
Záhorie és una zona militar i antic municipi d'Eslovàquia. Es troba a la regió de Bratislava.

## Història
Fou fundada el 1950.

## Demografia
| Godina             | 1994 | 2004    | 2014    | 2024    |
| ------------------ | ---- | ------- | ------- | ------- |
| Nombre de persones | 516  | 288     | 162     | 124     |
| Diferència         |      | −44,18% | −43,75% | −23,45% |

| Godina             | 2023 | 2024   |
| ------------------ | ---- | ------ |
| Nombre de persones | 129  | 124    |
| Diferència         |      | −3,87% |